# Cosme García (S-34)
El Cosme García (S-34) fue un submarino clase Balao de la Armada Española, en servicio entre 1971 y 1982. Originalmente, fue construido en 1943 para la Armada de los Estados Unidos, en la que se desempeñó como USS Bang (SS-385).

## Construcción y características

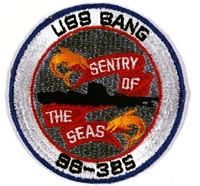
Insignia del USS Bang

Fue construido por el Portsmouth Navy Yard en Kittery, Maine. La puesta de quilla fue el 30 de abril de 1943 y la botadura el 30 de agosto de ese mismo año. El USS Bang (SS-385) entró en servicio en la Armada de los Estados Unidos el 4 de diciembre de 1943.
Este submarino clase Balao desplazaba 1975 t en superficie, mientras que sumergido desplazaba 2540 t. Tenía una eslora de 93,3 m, una manga de 8,2 m y un calado de 5,2 m. Era propulsado por un sistema diésel-eléctrico, compuesto por tres motores diésel y dos motores eléctricos que transmitían a dos hélices, con las cuales alcanzaba los 20 nudos de velocidad en superficie, y 15 nudos sumergido. Su armamento consistía en 10 tubos lanzatorpedos de calibre 533 mm.

## Historial de servicio

### Estados Unidos
El USS Bang participó de la Segunda Guerra Mundial, en el teatro del Pacífico, entre 1944 y 1945.

### España
El 1 de octubre de 1972, Estados Unidos transfirió tres submarinos clase Balao a España bajo condición de arriendo, en el marco del Security Assistance Program. Dichas naves eran el USS Ronquil, el USS Picuda y el USS Bang, a los cuales la Armada Española bautizó respectivamente como Issac Peral (S-32), Narciso Monturiol (S-33) y Cosme García (S-34). Los marinos españoles se hicieron con el Cosme García en New London. El Gobierno de España compró el Cosme García el 18 de noviembre de 1974.
El buque fue retirado el 30 de septiembre de 1982.